# Joseph Arnold von Looz-Corswarem
Joseph Arnold Herzog von Looz-Corswarem (* 14. September 1770; † 30. Oktober 1827) war von 1803 bis 1806 der zweite und letzte regierende Fürst von Rheina-Wolbeck.

## Familie
Joseph Arnold war der Sohn des Herzogs Wilhelm von Looz-Corswarem und dessen Frau Maria Emanuela (geb. de Aix). Der Vater hatte den älteren Sohn Karl Ludwig von Looz-Corswarem wegen „der groben Verletzung des 4. Gebotes“ (Gebot, die Eltern zu ehren) und wegen einer unebenbürtigen Heirat von der Erbfolge ausgeschlossen, sodass Joseph Arnold an dessen Stelle trat. Der ältere Bruder focht das Testament zwar an, unterlag damit aber 1817. Joseph Arnold selbst heiratete 1813 Charlotte Constanine de Lasteyrie-Dussaillant, Tochter des französischen Präfekten in Münster.

## Leben
Nach dem Ende des Hochstifts Münster 1802 wurde nach den Bestimmungen des Reichsdeputationshauptschlusses das Fürstentum Rheina-Wolbeck im Wesentlichen aus Teilen der früheren münsterschen Ämtern Bevergern und Wolbeck gebildet und dem Herzog von Looz-Corswarem als Ersatz für die in den österreichischen Niederlanden gelegenen verlorenen Besitzungen zugesprochen.
Nachdem Herzog Wilhelm Joseph am 20. März 1803 gestorben war, wurde Joseph Arnold am 7. Juli 1803 als neuer Regent eingeführt. Als Regierungssitz bestimmte er das aufgehobene Kloster Bentlage. Wirklich nennenswerte Bedeutung hatte der künstliche Staat nicht. Zwar versuchte der Herrscher, das Schul- und Postwesen zu verbessern. Der Plan die Ems zu einem bedeutenden Verkehrsweg auszubauen, scheiterte am Geldmangel. Die Brücke über die Ems in Rheine war herzoglicher Besitz und der Brückenzoll eine wichtige Einnahmequelle. Zur Ausbildung einer modernen Vorstellungen entsprechenden Staatsorganisation kam es in den drei Jahren der staatlichen Existenz nicht. Das unrechtmäßige Vorgehen der vom Fürsten gedeckten Behörden gegen den Advokaten Franz Wilhelm Crone wegen angeblicher Majestätsbeleidigung führte 1805 zur letzten Reichsexekution des Heiligen Römischen Reiches. Es ruinierte den Ruf des Fürsten und trug ihm Hohn und Verachtung ein.
Nach dem Sieg im vierten Koalitionskrieg schlug Napoleon das Fürstentum dem Großherzogtum Berg zu. Im Jahr 1810 fiel es bei Verlust der verbliebenen fürstlichen Rechte an Frankreich. Der Herzog war 1812 Maire von Rheine. Als Joseph Arnold nach der Niederlage Napoleons 1813 noch einmal die Herrschaft beanspruchte und sein Wappen wieder anschlagen ließ, blieb dies wirkungslos. Das Gebiet fiel zum größten Teil an Preußen. Ein kleinerer Teil kam an Hannover. Der Herzog führte dagegen einen vergeblichen Rechtsstreit.
Kloster Bentlage, die zugehörigen Besitzungen und weitere Güter blieben im Privatbesitz von Joseph Arnold, der auch den Fürstentitel weiter führen durfte. Auch Teile der in den Niederlanden gelegenen Besitzungen wurden zurückerstattet. Nach der Gründung des Deutschen Bundes war er Standesherr. Als solcher war er 1826 Mitglied des Provinziallandtages der Provinz Westfalen.